# Ila-kabkabi
Ila-kabkabi (vagy Ilu-kapkapu) amurrú törzsfő volt – a jaminiak közül – az i. e. 19. században, a későbbi asszír király I. Samsi-Adad apja. Máriban talált szövegek említenek egy bizonyos Ila-kabkabuhu nevű királyt, aki nagy valószínűséggel azonos Samsi-Adad apjával, és Terka városát uralta Szíriában. 
Eszerint egy ideig szövetségese volt Jaggid-Lim mári királynak, de szövetségük felbomlott – állítólag Jaggid-Lim megszegte esküjét – és konfliktusba kerültek egymással, ezért Ila-kabkabi elfoglalt két Márihoz tartozó települést. Jaggid-Lim utóda, Jahdun-Lim idején fordult a kocka, Mári ismét megerősödött és sikerült Terkát is elfoglalnia. Ila-kabkabit ekkor valószínűleg megölték, fia, a későbbi I. Samsi-Adad pedig Babilonba menekült Szín-muballit udvarába.
Neve az asszír királylistán szerepel a harmadik szakaszban, az „Ősatyák” között.

## Külső hivatkozások
Assyrian International News Agency: Ila-kabkabi